# Wykres Wöhlera

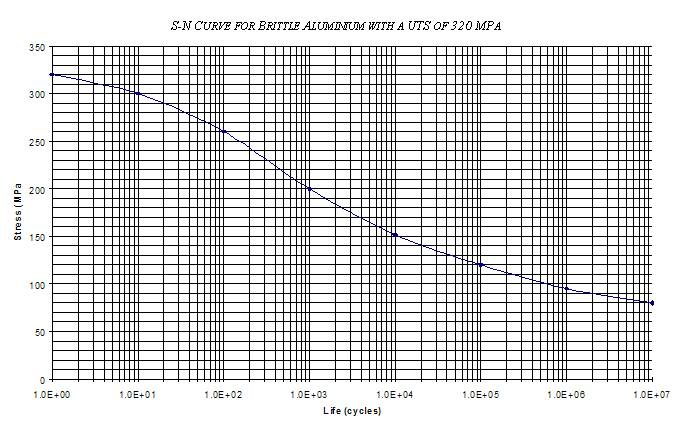
Wykres Wöhlera

Wykres Wöhlera – wykres zależności pomiędzy wartością naprężeń niszczących próbkę danego materiału i ilością cykli zmian obciążenia tej próbki.
Podstawowymi badaniami zmęczeniowymi są badania mające na celu określenie wytrzymałości zmęczeniowej, tzn. tej wartości zmiennego naprężenia, które materiał może znieść nieskończenie długo. Najprostsze z tego rodzaju badań są badania na trwałość, pozwalające na zbudowanie tzw. wykresu Wöhlera. Przeprowadzane są one na maszynach zmęczeniowych umożliwiających regulowanie wartości naprężenia, przy równoczesnym określeniu liczby cykli potrzebnych do zniszczenia próbki przy z góry zadanych wartościach {\displaystyle \sigma _{a}} i {\displaystyle \sigma _{m}} Otrzymane wyniki układają się wówczas w wykres przedstawiony na rysunku. Z przytoczonego wykresu wynika, że naprężenie niszczące R maleje dość szybko do pewnej wartości, nazywanej wytrzymałością zmęczeniową. Dla stali występuje to już po 15 milionach cykli, dla metali kolorowych dopiero przy około 10 razy większej liczbie cykli. Przyjęto do obliczeń uważać, ze jeżeli materiał wykazuje wytrzymałość zmęczeniową (tzn. wykres zbliża się asymptotycznie do pewnej prostej), wówczas nieograniczona liczba zmian naprężeń poniżej tej wartości nie powoduje już zniszczenia badanego elementu. Wytrzymałość zmęczeniowa na obciążenia wahadłowe przy rozciąganiu, skręcaniu i zginaniu oznacza się odpowiednio symbolami {\displaystyle R_{r}^{\pm },} {\displaystyle R_{s}^{\pm },} {\displaystyle R_{g}^{\pm }} i odpowiednio przy obciążeniach tętniących {\displaystyle R_{r0}^{+},} {\displaystyle R_{s0}^{+},} {\displaystyle R_{g0}^{+}.} Badania doświadczalne wykazały, że dla stali węglowych istnieją związki pomiędzy tymi wartościami a wytrzymałością na rozciąganie. Związki te mają postać:
{\displaystyle R_{g}^{\pm }\approx {0,5R_{r}}}
{\displaystyle R_{r}^{\pm }\approx {0,4R_{r}}}
{\displaystyle R_{s}^{\pm }\approx {0,3R_{r}}}
Należy jeszcze podkreślić, że związki te oparte są na statystycznych obserwacjach i są przybliżone. Na podstawie wykresu Wöhlera można budować dalsze, bardziej użyteczne wykresy zmęczeniowe.